# Gillis Wyts
Gillis Wyts (Brugge, ca. 1510 - ca. 1580) was een zestiende-eeuws pensionaris van de stad Brugge en voortrekker in het tot stand komen van moderne armenzorg.

## Levensloop
Wyts was de zoon van Willem Wyts († 1529) en Barbara van Hille († 1529) en de achter-achterkleinzoon van Eustachius Wyts in wiens huis in Damme Karel de Stoute en Margaretha van York trouwden.
Gillis Wyts trouwde achtereenvolgens met Louise Parmentier, dochter van de edelman Pierre Parmentier, en met Margriete van Hille, dochter van Jan van Hille, heer van Kruiningen en schepen van Brugge. Met zijn eerste vrouw had hij zes kinderen, een zoon Josse en vijf dochters. Met zijn tweede vrouw had hij twee kinderen, Nicolas en Antoinette.
Over zijn studies is weinig bekend. Dat hij de universiteit bezocht en licentiaat in beide rechten werd, is uiteraard verondersteld, aangezien de functie van pensionaris die hij bij de stad Brugge vervulde, een juridische scholing veronderstelde. Alvorens dit ambt te bekleden was hij in 1552-53 raadslid en in 1554-55 schepen van Brugge.
Gillis Wyts werd in 1553 lid van de Edele Confrérie van het Heilig Bloed en werd er in 1559 proost van. Hij staat afgebeeld op de panelen uit 1556 (bewaard in het Museum van de Confrérie) met het portret van de toenmalige leden van de confrérie, geschilderd door Pieter Pourbus.
In 1568 vertegenwoordigde hij de stad Brugge op de vergadering van de Staten-Generaal die in Brussel werd gehouden.
Na 1575 verdween Gillis Wyts uit Brugge, omdat hij in Gent benoemd werd tot raadsheer in de dissidente Raad van Vlaanderen, die onder de leiding van de calvinisten stond. Hij werd in mei 1578 naar Brugge gestuurd om er te oordelen over de beschuldigingen van homoseksualiteit (sodomie) die tegen een aantal franciscanen waren geuit. Het behoeft geen betoog dat bij die gelegenheid de vroegere vijandschap tussen hem en leden van deze orde weer hoog oplaaide.
Verder is het duidelijk dat hij contacten had, meer bepaald met de denkers en filosofen die in zijn tijd het intellectuele debat beheersten. Hij behoorde tot een generatie die Erasmus als zijn leermeester beschouwde. Hij maakte deel uit van de groep van 'erasmiaanse' geleerden die in Brugge woonde. Hij was ook leerplichtig aan Juan Luis Vives, van wie hij de theorie over de armenzorg in de praktijk omzette.
Mogelijk werd Wyts calvinist, zoals zijn benoeming in de dissidente Raad van Vlaanderen kan suggereren. Hij is in elk geval, onder het calvinistisch stadsbestuur, katholiek begraven in de Brugse Onze-Lieve-Vrouwekerk.

## Armenzorg
De theorie van Vives was erop gericht de zorg voor de hulpbehoevenden te rationaliseren en ook in ruime mate te laïciseren. Hij had zijn voorstellen hieromtrent uitgebreid uiteengezet in zijn in 1526 verschenen boek De subventione pauperum, dat hij aan het stadsbestuur van Brugge had opgedragen.
Dit bestuur had wel oren naar wat hun illustere stadgenoot vertelde, en begon aan voorbereidingen om aan zijn voorstellen gevolg te geven. Ook de eerste bisschop van Brugge, Pieter de Corte of Curtius was hierin geïnteresseerd. Hij belegde bijeenkomsten waarop de stad Brugge vertegenwoordigd werd door de schepenen Sebastiaan Van den Berghe en Filips Bruneel, met Wyts als vertegenwoordiger van de stedelijke administratie. Hun vooruitzichten werden getoetst aan de kritische opmerkingen van de dominicaan Alphonsus a San Emiliano en de franciscaan Cornelis Brouwer. Deze stonden zeer wantrouwend tegenover de voorstellen van de stad, omdat ze er een aantasting in zagen van het kerkelijke monopolie op caritatieve hulpverlening en moeilijkheden vreesden voor de bedelorden.
Brouwer trad trouwens luidruchtig in de oppositie, door hevige preken te houden tegen de gemeentelijke ideeën. Wyts liet dit niet zonder antwoord en publiceerde een uitgebreide verdediging van het vooropgezette idee.
De ordonnantie die hij voor de stad had opgesteld, onderging in 1564 een onderzoek vanwege Leuvense doctores. Dit gebeurde op verzoek van de augustijn Lorenzo de Villavicencio, die in zijn dat jaar gepubliceerde boek De oeconomia sacra zijn kritieken had uiteengezet. De doctores gaven echter de stad Brugge gelijk. Een tweede onderzoek, op bevel van de landvoogdes Margaretha van Parma werd gewijd aan de boeken van Wyts en van Villavincentio, en op beide brachten de doctores kritiek uit.
Dit belette niet dat de ordonnantie van de stad in werking kon treden. Ze behelsde onder meer de volgende principes en werkwijzen:
- bedelarij op de straat was voortaan verboden,
- leeglopers werden in daarvoor opgericht werkplaatsen tewerkgesteld,
- armen, zieken en gebrekkigen, en kinderrijke arme gezinnen werden aan huis bezocht en financieel geholpen.

Deze nieuwe organisatie doorkruiste de werking van de clerus en van de per parochie georganiseerde armenzorg. Die zouden er dan ook hevig tegen opkomen, met als gevolg dat de stedelijke ordonnantie al in 1565 werd ingetrokken en de liefdadigheid opnieuw haar middeleeuws karakter kreeg. Pas in 1776 zou de stichting van een Algemene Armenkamer de ideeën nieuw leven inblazen en ze opnieuw in werking stellen.

## Publicatie
- De continendis et alendis domi pauperibus et in ordinem redigendi validis mendicantibus, Antwerpen, 1562.